# Jesús del Monte, Temascaltepec
Jesús del Monte är en ort i kommunen Temascaltepec i delstaten Mexiko i Mexiko. Samhället hade 303 invånare vid folkräkningen 2020.